# Елизабет Стюарт (кралица на Чехия)
Вижте пояснителната страница за други личности с името Елизабет Стюарт.
Елизабет Стюарт (на английски: Elizabeth Stuart; * 19 август 1596, Фолклендски дворец, Файф, Шотландия; † 13 февруари 1662, Уестминстър, Лондон) е принцеса от Шотландия и Англия, по съпруг – курфюрстиня на Пфалц (1613 – 1623) и кралица на Бохемия (1619 – 1620).

## Произход
Дъщеря е на краля на Шотландия и Англия Джеймс I (1566 – 1625) и съпругата му Анна Датска (1574 – 1619), дъщеря на крал Фредерик II от Дания и Норвегия. По баща Елизабет е внучка на шотландската кралица Мария Стюарт, която е екзекутирана през 1587 г. По-голяма сестра е на английския крал Чарлз I.

## Брак с Фридрих V Пфалцки
На 14 февруари 1613 г. Елизабет Стюарт се омъжва в Лондон за Фридрих V Пфалцки (1596 – 1632) от династията Вителсбахи, курфюрст на Пфалц (1610 – 1623), като Фридрих I крал на Бохемия (1619 – 1620). Нейната зестра е определена на 40 000 паунда. Фридрих се задължава да ѝ гарантира годишна издръжка от 10 000 паунда. На 26 април 1613 г. те напускат Англия с кораб за Нидерландия. В Хага са приети от чичото на Фридрих – Мориц, щатхалтер на Холандия. На 5 май 1613 г. младата двойка тръгва за Германия. На 13 юни 1613 г. те са посрещнати тържествено в Хайделберг.
Последвалото нападение на императорската армия в Пфалц принуждава Елизабет и Фридрих да избягат в Холандия през 1621 г. Следващите 40 години Елизабет живее в Хага. Тя се завръща в Англия през 1661 г., където умира на следващата година.
- Елизабет Стюарт
- 1613
- 1613
- ок. 1649

## Деца
Елизабет Стюарт и Фридрих V фон Пфалц имат тринадесет деца:
- Хайнрих Фридрих (1614 – 1629, удавя се)
- Карл I Лудвиг (1617 – 1680), курфюрст на Пфалц
- Елизабет (1619 – 1680), от 1667 абатеса на манастира в Херфорд
- Руперхт Пфалцски (1619 – 1682), херцог на Къмбърланд
- Мориц (1621 – 1652)
- Луиза Холандина (1622 – 1709), абатеса
- Лудвиг (1623 – 1623)
- Едуард фон Пфалц (1624 – 1663), принц на Пфалц-Зимерн
- Хенриета Мария (1626 – 1651), омъжена 1651 за принц Сигизмунд Ракоци (1622 – 1652), граф на Мукачево
- Филип (1627 – 1650)
- Шарлота (1628 – 1631)
- София Хановерска (1630 – 1714), омъжена за Ернст Август фон Хановер, майка на крал Джордж I
- Густав Адолф (1632 – 1641)

- Портрети на децата
- Карл I Лудвиг
- Руперхт Пфалцски
- Мориц
- Луиза Холандина
- Едуард
- Хенриета Мария
- Филип
- София Хановерска